# Grästrädsläktet
Grästrädsläktet (Xanthorrhoea) är det enda släktet inom familjen grästrädsväxter. Alla de cirka 30 arterna förekommer i Australien.